# الخطأ البشري الكامن
الخطأ البشري الكامن هو خطأ بشري من المرجح حدوثه بسبب أنظمة أو إجراءات تتشكل على نحو يميل عنده البشر إلى ارتكاب هذه الأخطاء. والخطأ البشري الكامن هو مصطلح يُستخدم في أعمال السلامة والوقاية من الحوادث، لا سيما في مجال الطيران.
ومن خلال جمع البيانات عن الأخطاء التي تحدث ثم مقارنتها وتصنيفها وتحليلها، يمكن عندئذٍ تحديد ما إذا كان يجري ارتكاب قدر متفاوت من الأخطاء المشابهة. وإذا كانت هذه هي القضية، فإن أحد العوامل المساهمة في ذلك ربما يكون التباين بين الأنظمة/الإجراءات المعنية والطبيعة البشرية أو النزعات الطبيعية. ويمكن بعد ذلك تحليل الإجراءات أو الأنظمة وتحديد المشاكل المحتملة وإدخال التعديلات إذا لزم الأمر من أجل منع الأخطاء أو الحوادث في المستقبل.

## كتابات أخرى
James Reason: Human Error, Cambridge University Press; 1st edition (October 26, 1990) ISBN 978-0-521-31419-0